# 一色銀河
一色 銀河（いっしき ぎんが、1974年 - ）は日本の小説家・ライトノベル作家。兵庫県尼崎市出身。関西在住。兵庫県立尼崎工業高等学校卒業。会社員を経て、1999年に『若草野球部狂想曲』で第6回電撃ゲーム小説大賞銀賞を受賞してデビュー。

## 主な作品
- 五線譜なんて飾りですっ!（アスキー・メディアワークス）
- とぅうぃっちせる!（アスキー・メディアワークス）
- そらいろな（メディアワークス）
- 想いはいつも線香花火（メディアワークス）
- 若草野球部狂想曲（メディアワークス）